# WNET
WNET（チャンネル13）は、「Thirteen」（「THIRTEEN」と表記）というブランド名で、アメリカ・ニュージャージー州ニューアークに免許を持ち、ニューヨーク市エリアにサービスを提供している主要な公共放送サービス（PBS）メンバーのテレビ放送局。WNETグループ（The WNET Group、旧称：エデュケーショナル・ブロードキャスティング・コーポレーション（Educational Broadcasting Corporation）、後にWNET.orgに改名）が所有しており、この地域の二次PBSメンバーであるニューヨーク州ガーデンシティの免許を持つWLIW（チャンネル21）と、2つのクラスA局であるWMBQ-CD（チャンネル46）とWNDT-CD（チャンネル14、WNETとスペクトルを共有）の姉妹局である。WNETグループは、アウトソーシング契約を通じて、ニュージャージー州のPBS州域ネットワークNJ PBSとウェブサイト「NJ Spotlight」も運営している。
WNETとWLIWは、マンハッタンのミッドタウンにあるワン・ワールドワイド・プラザのスタジオを共有しており、マンハッタンのアッパー・ウエスト・サイドにあるリンカーン・センターコンプレックスの地上階の補助スタジオも共有している。WNETの送信所はワン・ワールド・トレード・センターにある。

## 歴史

### 独立局（1948年〜1962年）
1948年5月15日にニュージャージー州ウェストオレンジのファースト・マウンテン（First Mountain）頂上にある送信所から、ブレマー・ブロードキャスティング・コーポレーション（Bremer Broadcasting Corporation）の子会社であるアトランティック・テレビジョン（Atlantic Television）が所有する民間テレビ局「WATV」として放送を開始した。CEOのフランク・V・ブレマー（Frank V. Bremer）は、ノースジャージーのラジオ局WAAT（970 AM）とWAAT-FM（94.7 MHz）も所有していた。3つの放送局は、ニューアークのブロード・ストリート1020番地（1020 Broad Street）にあるモスク・シアターに拠点を置いていた。WATVは、1948年にニューヨーク市のテレビ市場で放送を開始した3つの新しい放送局のうち最初のものであり、また最初の独立放送局でもあった。珍しい昼間の番組『Daywatch（デイウォッチ）』は、通信社のニュース記事を印刷するテレタイプライターにカメラを合わせ、軽快な音楽のサウンドトラックに合わせて機械仕掛けのおもちゃの映像を挟み込むという内容だった。同局の初期のシリーズとしては他に『スターダムへの階段』（1950年 - 1951年）があり、アフリカ系アメリカ人のホストが出演する最初のテレビシリーズの1つであった。1953年11月に送信所がエンパイア・ステート・ビルディングに移された。
1957年10月6日、ブレマー・ブロードキャスティングは、テレビ向け映画の初期の配給会社であるナショナル・テレフィルム・アソシエイツ（NTA）に350万ドルで同局を売却し、NTAフィルム・ネットワークに加わったと発表した。1958年5月7日、チャンネル13のコールサインは新しい所有者を反映して「WNTA-TV」に変更され、ラジオ局もこのコールレターを採用した。NTAの資金力により、WNTAは他の民間テレビ局に比べてニュージャージー州の人々や出来事に重点を置いた番組スケジュールを制作することができた。NTAはまた、チャンネル13を新しい商業ネットワークの中心にしようとしたが、NTAフィルム・ネットワークの運営期間中、1957年から1958年にかけての金曜夜に1晩だけ「パターン化された」ネットワーク番組を提供しただけであり、WNTAは殆どの場合、全国的にシンジケートされた番組のニューヨークショーケースとして機能し、アンソロジードラマシリーズ『Play of the Week（プレイ・オブ・ザ・ウィーク）』、デイビッド・サスキンドがホストを務めるトーク番組『オープン・エンド』、子供向け番組『ザ・マジック・クラウン』、クレイ・コールがホストを務める人気のダンス番組など、いくつかのそのような番組を制作した。同局は視聴者数の点でニューヨークの他の独立放送局、WNEW-TV（チャンネル5）、WOR-TV（チャンネル9）、WPIX（チャンネル11）に引き続き遅れをとり、NTAは多額の負債を抱えた。ナショナル・テレフィルム・アソシエイツは1961年2月にWNTA放送局群を売りに出した。

#### 移行（1961年～1962年）
少なくとも3人の購入希望者がWNTAに興味を示した。最も目立っていたのは、ニューヨーク市を拠点とする団体「エデュケーショナル・テレビジョン・フォー・ザ・メトロポリタン・エリア（Educational Television for the Metropolitan Area、ETMA）」で、チャンネル13をニューヨーク市の教育放送局にしようと考えていた実業家、文化指導者、教育者の連合体だった。この時までに、連邦通信委員会（FCC）が当初この都市に割り当てた非商用周波数（UHFチャンネル25）では、北はコネチカット州フェアフィールド郡から南はニュージャージー州オーシャン郡まで広がる市場をカバーするのに全く不十分であることは明らかだった。1961年に可決された全チャンネル受信機法に基づき、FCCがテレビ製造業者に新しいセットにUHFチューナーを搭載することを義務付けた1964年以前は、殆どの視聴者は高価なコンバーターを使用しない限りUHF放送局を視聴できず、UHFチューニングを内蔵したセットを製造していた製造業者は僅かだった。UHF局にアクセスできる人にとっても、最良の条件下でも受信状態は限界に達していた。
1957年、ブレマー・ブロードキャスティングが最初に同局を売りに出した際、ETMAはニューヨーク州大学校の支援を受けて、チャンネル13を購入し非営利放送局に転換しようと試みたが、この入札は後に取り下げられた。この時、ETMAは、NTAを辞任した後に放送局を買収するシンジケートを結成したNTA創設会長のエリー・ランドー、及びパラマウント・ピクチャーズから資金援助を受けたデイビッド・サスキンドと競っていた。
ETMAの当初の400万ドルの入札はNTAによって拒否されたが、市民グループは粘り強く要求し続けた。ETMAは、ナショナル・エデュケーショナル・テレビジョン（NET）の支援と指導を受けて、後に、新任のFCC議長ニュートン・N・ミノウの支持を受け、チャンネル13の運命について議論する公聴会を開催した。状況はすぐにチャンネル13が非営利化に向かう方向に変わり、商業的な参入者たちは関心を撤回した。
1961年6月29日、ETMAはWNTAを620万ドルで買収することに合意した。そのうち約200万ドルは、市内に残る6つの商用VHF放送局のうち5つ（WPIXだけが反対）から出たもので、どの放送局も競合局が排除されたことを喜んでいた。さらに、CBSは後にマンハッタンの施設をETMAとNETにスタジオとして使用するために寄贈した。FCCは10月に移管を承認し、チャンネル13の商業ライセンスを非商業ライセンスに変更した。
退任するニュージャージー州知事のロバート・B・メイナーは、ニュージャージー州特有の番組の継続に対する州議会議員の懸念に対処し、FCCがチャンネル13の割り当てをニューヨーク市に移すことを恐れて、1961年9月6日に合衆国控訴裁判所にWNTA-TVの売却を阻止するよう請願した。裁判所は2ヶ月後に州側に有利な判決を下した。
この未解決の取引により、ナショナル・テレフィルム・アソシエイツは放送局の売却決定を完全に再考するところだったが、NTAは前進する計画を立てた。WNTA-TVは、1962年の初シーズンにプロ野球チームのニューヨーク・メッツの放映権を獲得しようと動いた。取引を完了するか、取り消すかという問題に直面したETMAは、1961年12月4日にニュージャージー州当局との意見の相違を解決した。土壇場でいくつかの問題が発生してさらに遅延が発生した後、移管は12月22日に確定した。その日の夕方遅く、WNTA-TVは最後に放送を終了した。その後、ETMAとNETは同局の転換に着手し、3ヶ月以内に新しい教育形式で放送を再開すると発表した。
10ヶ月後、チャンネル13は新しいコールレター「WNDT」（「New Dimensions in Television（テレビの新たな次元）」の略）のもとで生まれ変わる準備が整った。当時の情報庁長官のエドワード・R・マローが最初の放送のホストを務め、ETMA（現：エデュケーショナル・ブロードキャスティング・コーポレーション（Educational Broadcasting Corporation））が1962年9月16日に放送を開始した。チャンネル13がWNDTとして復活したことで、ニューヨーク市市場に初の教育放送局が誕生し、切望されていたVHFバンドのダイヤル位置も確保された（大都市を含む他の多くの都市では、教育放送局はUHF周波数で間に合わせなければならなかった）。一方、ニューヨークの非営利UHFチャンネルは、4年半後の1967年4月にWNYE-TVとして放送を開始した。WNDTの初代ゼネラルマネージャーにリチャード・ヘフナーが任命され、初年度はその職を務めた。ヘフナーは2013年12月に亡くなるまで、公共政策番組『ジ・オープン・マインド』のプロデューサー兼ホストとしてチャンネル13に出演し続けた。

### 教育・公共テレビ放送局（1962年～現在）
移行期間中、そして初回放送後、WNDTは直ちに危機に直面した。アメリカテレビ・ラジオ芸術家連盟（AFTRA）は、非営利テレビでの教師（一部は組合認定の出演者）の使用、及び彼らの作品が全国的に配信された場合の報酬について懸念していた。
AFTRAはWNDTのデビュー日の朝にストライキを呼びかけた。国際電気労働者友愛会（IBEW）に所属するエンジニアや技術者らはAFTRAのピケラインを越えることを拒否し、3時間に及ぶ初回放送の制作を同局の経営陣とその他の非組合員従業員に任せた。その後すぐに、ストライキが2週間近く続いたため、チャンネル13は再び放送を停止した。ストライキ中の労働者は10日後にWNDTを放送再開させ、9月28日に労働争議は解決した。しかし、放送局の財源は枯渇し、運営を継続するためにフォード財団からの資金注入が必要となった。
NETは当初、WNDTとの事業統合を望んでいた。統合すれば、同局は直接資金を得られるだけでなく、チャンネル13がNETの旗艦局になるはずだった。両グループを支援していたフォード財団は、1962年と1965年の少なくとも2回、合併案を阻止した。
1967年に始まった出来事により、フォード財団は立場を変え、WNDTとNETの合併を推進するようになった。新しく設立された公共放送機構（CPB、合衆国議会の法令により設立）は当初、NETのネットワークの役割をサポートし、番組制作に政府資金を提供していた。しかし、その動きの2年後には、CPB独自の配信システムとして公共放送サービス（PBS）が設立され、NETの領域に直接的な脅威となった。CPBの設立は、NETによる物議を醸すドキュメンタリーの制作を抑制し、物議を醸すことが少なく、政府に友好的で、特にジョンソン政権、その後のニクソン政権に対して敵対的ではない放送会社に置き換える試みだったと示唆されている（NETは要求を無視し、批評家から絶賛されたドキュメンタリーの制作を続けた）。ある時点で、ニクソン大統領は、NETのドキュメンタリーが自身の政権、特にベトナム戦争への対応を批判していることに不満を抱き、NETの2,000万ドルの助成金をほぼ半分に削減しようとした。このため、フォード財団とCPBは1970年初頭に、NETがWNDTと事業を統合しない限り資金援助を停止すると脅迫した。その後間もなく、フォード財団がWNDTとNETの合併を仲介し、合併は1970年6月29日に発効した。チャンネル13のコールサインは1970年10月1日に現在の「WNET」に変更された。NETは3日後にネットワークの運用を停止し、翌日にはPBSが引き継いだ。1972年初頭まで、同局は「NET」ブランドで全国PBSスケジュール向けの番組をいくつか制作し続け、その後「WNET/13」番組として識別されるようになった。同年後半には、同社の全国及び地方の別々の制作施設が正式に統合された。
合併後、デイビッド・ロクストンはロックフェラー財団とニューヨーク州芸術評議会（New York State Council on the Arts）の支援を受けて1972年にTV Labを設立した。TV Labはアーティスト・イン・レジデンス・プログラムを通じてアーティストにビデオ作品を制作するための機材を提供した。インディペンデント・ドキュメンタリー基金（Independent Documentary Fund）とビデオ・テープ・レビュー（Video Tape Review）シリーズはどちらもTV Labの制作だった。TV LabはCPBが資金を引き揚げた1984年に終了した。
1979年以来、オンエアでは「Thirteen」として知られてきた。1990年代後半まで、引き続きニューアークを法的IDに含めていた（ただし、全国放送のロゴは「New York」となっている）。それ以降、主に「New York」として識別されているが、法的にはニューアークにライセンスされている。
非営利放送局となった後も、チャンネル13はニューアークのモスク・シアターに元々のスタジオとオフィスを維持した。最終的に、同じくニューアークにあるゲートウェイ・センター（Gateway Center）オフィスビルに移転した。1982年、ニューヨーク地域の代表的な公共テレビ局になってから20年以上経った後、マンハッタンの西58丁目237番地（237 West 58th Street）にあるハドソン・ホテルに業務を移転したが、ゲートウェイ・センタースタジオはさらに数年間維持された。
1987年、チャンネル13は創立25周年を記念して、『サーティーン・リビジテッド』と題した古い番組の再放送シリーズを放送した。
1998年、ペンシルベニア駅に続く鉄道の線路沿いの西33丁目450番地に移転した。
チャンネル13の送信施設は、新しく設置されたデジタル送信システムも含めて、2001年9月11日の同時多発テロ攻撃で破壊された。チャンネル13の主任送信技師、ジェラルド・（ロッド・）コッポラ（Gerard (Rod) Coppola）は、ノースタワーの崩壊時に亡くなった人々の一人だった。コッポラの遺体は同年12月25日に発見された。その後10ヶ月間、ブルックリンに本社を置くWNYE-TVがWNETの代理送信所及び電波となり、ケーブルテレビのない人々のために、チャンネル13がエンパイア・ステート・ビルディングに送信設備を復旧するまで、WNETのプライムタイムスケジュールの再放送がWNYEで放送された。
その後しばらくして、2003年2月にWNETはロングアイランドのPBSメンバー局WLIW（ガーデンシティに免許を持ち、プレインビューに拠点を置く）との合併を完了し、2つの放送局を1つの運営に統合した。2つの放送局の運営の殆どは統合されたが、スタジオ設備、運営委員会はそれぞれ別々であり、資金調達活動も別々に行われている。

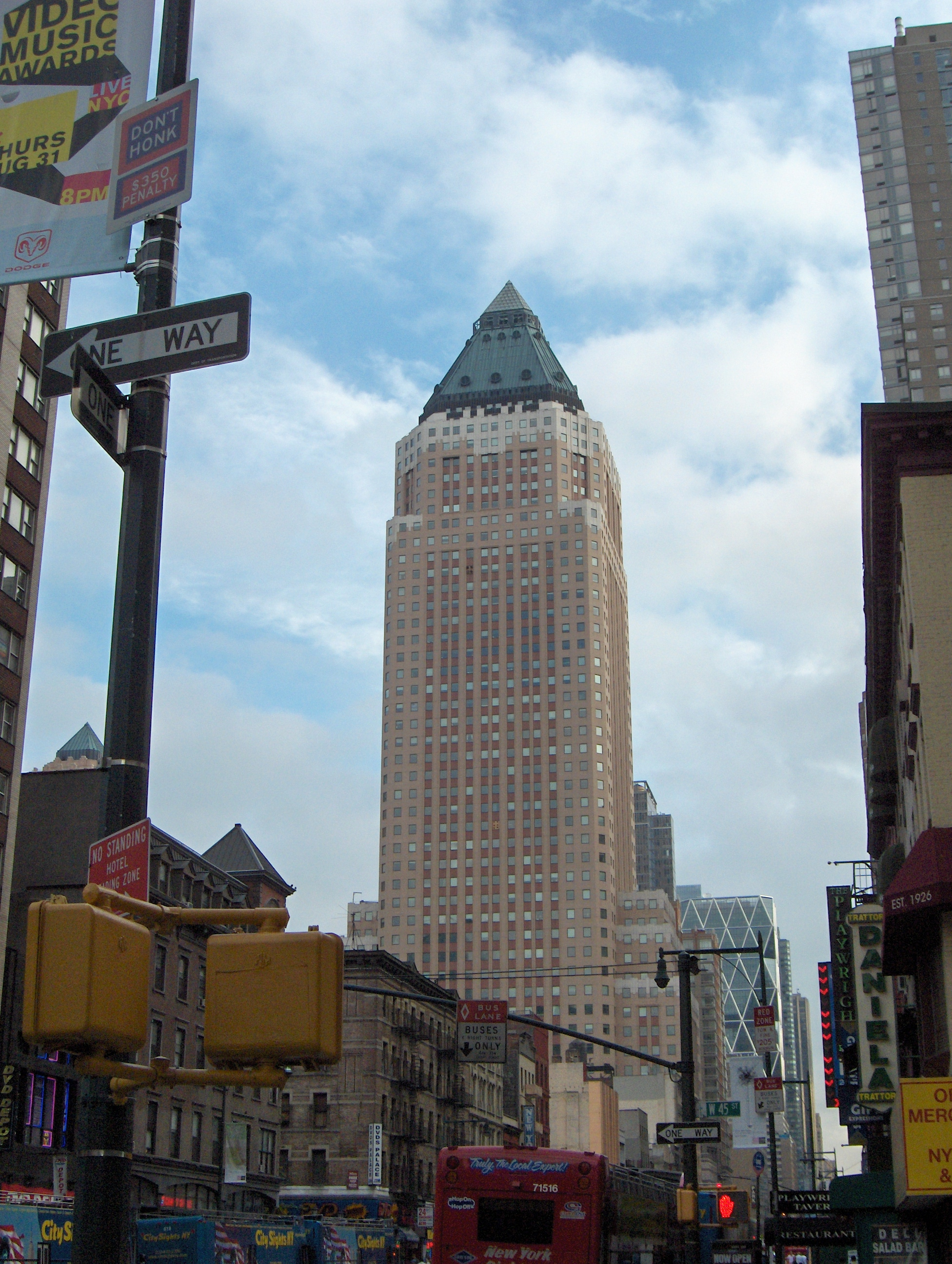
WNETのスタジオ、ワン・ワールドワイド・プラザ

2009年、WNETの親会社であるWNET.orgは財政難に陥り、1月には予算と資金調達の深刻な問題により従業員数を500人から415人に削減した。10月にWNETは、余分なスペースが不要になったため、西33丁目450番地にあるスタジオを近々売りに出すと発表した。11月、WNET.orgの全従業員がクリスマスから元日までの3〜5日間、無給休暇を取ると発表した。その間、WNETの放送を維持するために最小限のエンジニアが残るが、彼らも2010年の初めには休暇を取る必要があった。2011年、スタジオとオフィスをワールドワイド・プラザに移転した。
2009年6月12日からデジタルのみの放送を行っている。
2011年7月1日、ニュージャージー・ネットワークのテレビ局の番組編成を引き継ぎ、NJTV（現：NJ PBS）としてリニューアルした。同ネットワークでは、ニュージャージー州に関連するニュースや問題、及びWNETとPBSライブラリからの番組の報道を強化している。WNETへの番組の移管は、ニュージャージー州政府の公共放送からの撤退に関するクリス・クリスティ知事の計画の一部であった。この契約の一環として、WNETは、ニューアークに割り当てられた周波数で引き続き放送されているため、地元番組の義務を果たすために、NJTVの州全体の夜間ニュース番組『NJトゥデイ（NJ Today）』（2013年11月4日に『NJTVニュース（NJTV News）』に改名）を放送した。かつては、1978年から1981年までNJNと共同制作したNJNのニュース番組『NJNニュース』を放送していた（同番組は、NJNが制作を完全に管理した後もWNETで放送され続けた）。
2014年、リンカーン・センターの66丁目とブロードウェイの南西角にティッシュWNETスタジオ（Tisch WNET Studios）が建設され、2つのテレビスタジオが入っている。このスペースでは、講演、上映、コンサートも開催できる。同施設は、ジェームズ・S・ティッシュ（James S. Tisch）とその妻メリル・H・ティッシュ（Merryl H. Tisch）に敬意を表して命名された。2人の1,500万ドルの寄付は、当時、WNETの歴史上、個人からの単独の寄付としては最大額だった。
2017年5月9日、年末までにロウアー・マンハッタンのワン・ワールド・トレード・センターからの放送を再開すると発表された。
2019年、ニュージャージー州のニュースウェブサイト「NJ Spotlight」を買収した。翌年、NJ SpotlightはNJTVのニュースルームと統合され、NJTVのニュース番組は『NJスポットライトニュース（NJ Spotlight News）』となった。NJ Spotlightは2020年にNJTVニュースと合併する予定である。2021年3月25日に、WNET.orgはWNETグループ（The WNET Group）として再編された。
2020年7月2日9:00、FCCの再編成中に、WNETはチャンネル13からチャンネル12に移転した。

## オリジナル作品

### WNETが制作した主な一般向け番組
WNETは、数多くのPBS番組を制作、作成、及び/または放送してきた。これには、以下の番組が含まれるが、これらに限定されない。
- Africa（2001年）
- The African-American Journey（2002年 - 2005年）
- Aging Out（2005年）
- Amato: A Love Affair with Opera（2001年）
- アマンプール&カンパニー（英語版）（2018年 - 現在）
- アメリカン・マスターズ（1983年 - 現在）
- Assignment America（1974年 - 1975年）
- Australia: Beyond the Fatal Shore（2000年）
- Bill Moyers Reports: Earth On Edge（2001年）
- ブラック・ジャーナル（英語版）
- 嵐の中心（Center of the Storm）（2002年）
- Changing Stages（2001年）
- チャーリー・ローズ（英語版）（1991年 - 2017年）
- Chasing the Dream（2014年 - 現在）
- コロニアル・ハウス（英語版）（2004年）
- Cucina Amore（1999年 - 2002年）
- Dickens（2003年）
- DNA（2003年）
- Echoes From the White House（2001年）
- エッグ、ジ・アーツ・ショー（英語版）（2000年 - 2003年）
- Extreme Oil（2004年）
- ファイアリング・ライン（英語版）（2018年 - 現在）
- Freedom: A History of Us（2003年）
- フロンティア・ハウス（英語版）（2002年）
- ザ・グレート・アメリカン・ドリーム・マシーン（英語版）（1971年 - 1972年）
- Great Food（2001年）
- グレート・パフォーマンシズ（英語版）（1972年 - 現在）
- Heroes of Ground Zero（2002年）
- 古代アイルランドを探して（英語版）（2002年）
- Innovation: Life, Inspired（2004年）
- Justice and the Generals（2002年）
- ライブ・フロム・リンカーン・センター（英語版）（1976年 - 現在）
- Local News（2001年）
- 宇宙の主（英語版）
- マスターシェフUSA（英語版）（2000年 - 2001年）
- The Mind
- モナーキー（英語版）
- Moyers on Addiction: Close to Home（1998年）
- ネイチャー（英語版）（1982年 - 現在）
- ニューヨーク:ア・ドキュメンタリー・フィルム（英語版）（1999年 - 2003年、WGBH-TVとの共同制作）
- NET Opera Theater（1967年 - 1974年）
- NOW（英語版）（2002年 - 2010年）
- NYC-ARTS（英語版）（2012年、かつては『Sunday Arts（サンデー・アーツ）』として知られていた）
- On Our Own Terms: Moyers on Dying（2000年）
- ジ・オープン・マインド（英語版）（1956年 - 現在）
- Our Genes Our Choices（2003年）
- PBSニュースアワー（平日版:1975年 - 1995年、週末版:2013年 - 2022年）[50]
- Reagan Needs Help（1979年 - 現在）
- リアリダデス（英語版）（1975年 - 1977年）
- Red Gold: The Epic Story of Blood（2002年）
- リリージョン&エシックス・ニュースウィークリー（英語版）（1997年 - 2017年）
- Reel New York
- The Rise and Fall of Jim Crow（2002年）
- サベージ・アース（英語版）（1998年）
- Savage Seas（1999年、グラナダ・テレビジョン（英語版）との共同制作）
- The Secret Life of the Brain（2002年）
- 死者の秘密（英語版）（2000年 - 現在）
- サイモン・シャーマの芸術の力（英語版）（シャーマはBBCで『The Story of the Jews』と『A History of Britain』のホストを務めた）
- ヘンリー8世の6人の妻（英語版）（テレビシリーズ、2003年）
- 奴隷制度とアメリカの形成（英語版）（2004年）
- 音のない世界で（英語版）（2000年）
- ソウル!（英語版）（1968年 - 1973年）
- スレブレニツァ:墓からの叫び（英語版）（1999年）
- ステージ・オン・スクリーン（英語版）（2001年）
- ザ・ストーリー・オブ・イングリッシュ（英語版）
- サンデー・アーツ（英語版）
- タヴィス・スマイリー（英語版）（2004年 - 2017年）
- Taxi Dreams（2001年）
- That Money Show（2000年 - 2001年）
- Thomas Hampson: I Hear America Singing（1997年）
- ヴァーナ:U.S.O.ガール（英語版）
- ニューヨーク市の歴史を巡るウォーキングツアー『A Walk Through...』シリーズ：A Walk Through Central Park、A Walk Through Greenwich Village、A Walk Through the Bronx、A Walk Through Brooklyn、A Walk Through Queens、A Walk Through Staten Island
- ウォーリアー・チャレンジ（英語版）（2003年）
- Who Cares: Chronic Illness in America（2001年）
- Who's Dancin' Now?（2001年）
- ワイド・アングル（英語版）（2002年 - 2009年）
- ワイルドTV（英語版）（2002年）
- ウーマン・アライブ!（英語版）（1974年 - 1977年）
- ワールドフォーカス（英語版）（2008年 - 2010年）

### WNETが制作した主な子供向け番組
- アンジェリーナはバレリーナ（英語版）*（2005年 - 2009年、オリジナルシリーズは2002年 - 2003年に放送、ヒット・エンターテインメントとの共同制作）
- アンジェリーナはバレリーナ:ザ・ネクスト・ステップ（英語版）（2009年 - 2011年）
- バーニー&フレンズ*（1992年 - 2010年、ヒット・エンターテインメントとの共同制作、オリジナルシリーズ）
- ボブとはたらくブーブーズ*（2005年 - 2018年、ヒット・エンターテインメントとの共同制作）
- Camp TV（2020年 - 現在）
- サイバーチェイス（英語版）（2002年 - 現在、シーズン1～5はネルバナ、シーズン4はフライング・マインズ・エンターテインメント（Flying Minds Entertainment）、シーズン6～現在はPiPアニメーション・サービス（英語版）とタイトル・エンターテインメント（Title Entertainment）との共同制作）
- フラニーズ・フィート（2004年 - 2011年、シーズン3はデコード・エンターテインメント（英語版）とC.O.R.E.トゥーンズ（英語版）との共同制作）
- Let's Learn（2020年 - 現在）
- シャイニング・タイム・ステーション（1989年 - 1993年）
- スペース・レーサーズ（英語版）**（2014年 - 現在）
- きかんしゃトーマス*（2004年 - 2017年、ヒット・エンターテインメントとの共同制作）

*元々コネチカット・パブリック・テレビジョンで放送されていた番組を示す。

**元々メリーランド・パブリック・テレビジョンで放送されていた番組を示す。
WNETは、PBSシステム外で配信される公共テレビ局向けの番組も制作している。
- In the Mix: The New Normal - 『イン・ザ・ミックス（英語版）』との共同制作
- Planet H2O
- What's Up in Factories
- What's Up in Finance
- What's Up in Technology

### その他の番組
WNETは、ワシントンD.C.のPBSメンバー局WETA-TV及びマクニール＝レーラー・プロダクションズ（MacNeil-Lehrer Productions）と共に、『PBSニュースアワー』の当初の共同制作団体の1つでもあった。同番組は、1975年に地元のニュース分析番組『ロバート・マクニール・リポート（The Robert MacNeil Report）』としてデビューした。頻繁にゲスト出演していたジム・レーラーは、翌年、同番組が他のPBS放送局でも放送されるようになった際に共同ホストになった。WNETは、WETA-TVと共同で平日版の『PBSニュースアワー』の週末版を制作していたが、2022年にWETAが平日版に加えて週末版の制作も引き継いだ。

## 批判と論争

### 連邦政府補助金の不正使用
2010年、ニューヨーク南部地区連邦検事局は、WNETの子会社であるエデュケーショナル・ブロードキャスティング・コーポレーションが、2001年9月から2008年1月の間に国立科学財団、国立人文科学基金、国立芸術基金から寄付された1,300万ドル相当の助成金を不正に使用したとして訴訟を起こした。訴訟では、WNETが『アメリカン・マスターズ』『グレート・パフォーマンシズ』『サイバーチェイス』などの番組制作のために支給された助成金を他の目的に使用したと主張した。WNETは、2010年6月にアメリカ政府に95万ドルを返済し、将来全ての連邦補助金要件を順守することを保証するプログラムを導入することを約束し、授与される予定だった101万5046ドルの連邦補助金を受け取らないことに同意することで訴訟を解決した。WNET副社長兼法務顧問のロバート・フェインバーグ（Robert Feinberg）はニューヨーク・タイムズ紙に「これは、我々が繰り返したいシナリオではなく、繰り返すつもりもない」と語った。

### 理事会メンバーによる番組編成への影響
2012年11月、WNETはインディペンデント・レンズが制作したアレックス・ギブニーの映画『パーク・アベニュー 格差社会アメリカ』を放送する予定だった。同映画は、ニューヨーク市ブロンクス区パーク・アベニューの住民と、億万長者の実業家で政治活動家でもあるデイビッド・コークを含むマンハッタンの高級マンション、パーク・アベニュー740番地の裕福な住民との間の貧富の格差を比較した。当時、コークはWNETの役員であり、WNETに「7桁、あるいはそれ以上の金額」を寄付することを計画していた。2013年5月、「ザ・ニューヨーカー」誌が、WNET社長のニール・シャピロがコークをなだめるために、放送前にギブニーの映画を上映し、放送後に声明文で反論する機会をコークに提供したと暴露すると、大騒動が巻き起こった。シャピロはニューヨーカー誌に対し、「デイビッド・コークに電話した。彼は理事会のメンバーで、最大の主人公だ。他には誰もいない、デイビッド・コークだけだ。彼は理事だからだ。これは礼儀だ。[これまで]こんなことはした覚えがない」と語った。WNETは、スタンリー・トゥッチによる映画の紹介を、「物議を醸す」「挑発的」と呼ぶ新しい紹介に変更した。放送直後、コーク・インダストリーズは同映画を「失望させ、物議を醸す」と批判する声明を出したが、コークの広報担当者はデイビッド・コークは予告編しか見ていないと述べた。WNETはこの声明に続いてオンエアの円卓討論会を実施し、モデレーターはコークの慈善寄付は総額10億ドルに上ると繰り返し言及した。ギブニーは討論会への出席を求められず、「なぜWNETはコークに特別な便宜を図っているのか?そして、なぜ同局はコークが観てもいない映画を批評することを許可したのか?金だ。金がものを言う。彼らは映画の信頼性を損なおうとしたのに、私にはそれを擁護する機会がなかった」と述べたと伝えられている。コークはWNETに多額の寄付をせず、2013年5月16日に取締役を辞任した。

### 資金調達に関する倫理的問題
2013年9月、WNETは「The Pension Peril（年金の危機）」というシリーズを立ち上げ、公的年金の経済的持続可能性を調査し、その資金削減を推進した。2013年12月18日、WNET社長兼CEOのニール・シャピロはプレスリリースで、「これは複雑な公共政策の話であり、公共テレビだけが深く継続的に報道できるものである。WNETは、PBS、公共ラジオ、そしてオンラインなど、公共メディア全体を通して、この困難な状況に関する対話を主導し、促進していく準備ができている」と述べた。
2014年2月12日、パンドデイリーは、「The Pension Peril」の唯一のスポンサーは、公務員の年金給付を削減する取り組みを資金面で支援していた元エンロンのトレーダー、ジョン・D・アーノルドであると報じた。WNETの番組担当副社長スティーブン・セガラー（Stephen Segaller）は、2014年2月13日付のニューヨーク・タイムズ紙に対し、ローラ・アンド・ジョン・アーノルド財団は正当な資金提供者であり、その資金提供はPBSの「認識」規則に違反していないと「絶対的な確信」を持っていると語った。2月14日、セガラーはニューヨーク・タイムズ紙に対し、WNETはPBSと事実と世間の見方の両方について協議した結果、方針を転換し、「我々は皆、我々の活動の誠実さや資金源について認識上の問題があるといういかなる示唆も非常に真剣に受け止めており、慎重を期す方が良いという結論に達した」と語った。WNETとPBSは共同声明を発表し、同シリーズは休止となり、WNETはローラ・アンド・ジョン・アーノルド財団から受け取った350万ドルの助成金を返還すると述べた。セガラーは声明の中で「我々は単純に間違いを犯した」と述べた。PBSオンブズマンのマイケル・ゲトラーは、パンドデイリーの記事について「公共放送を支えるために必要な複雑な資金需要と、疑問の余地のある決定を下す管理者によって一部引き起こされた、資金調達の取り決めにおける倫理的な妥協と視聴者に対する真の透明性の欠如に、改めて光を当てている」とコメントした。
ゲトラーはさらに、WNETは「重大な過ちを犯した」とし、「『公務員福利厚生改革』に関心があると表明しながら、アーノルド財団から350万ドルの助成金を受け取るという同社の決定は、PBSの資金調達基準と慣行の一部であるPBS独自の『認識テスト』に不合格だ」と述べた。

### 公共の使命と義務を無視
2014年後半、WNETの番組編成責任者スティーブン・セガラーは、数々の賞を受賞したドキュメンタリー番組『インディペンデント・レンズ』と『POV』をプライムタイムの枠から外し、二次放送局であるWLIW（チャンネル21）に移す提案をしたことで、広く批判を受けた。2,000人以上のドキュメンタリー制作者が請願書に署名し、WNETの行動により、番組は全国のPBS加盟局から疎外され、最先端のドキュメンタリー映画制作に深刻な影響を与えると主張した。『POV』と『インディペンデント・レンズ』の放送日程変更に反対する著名な人物には、2012年にWNETによる同様の措置に反対運動を起こした映画監督のアレックス・ギブニーとローラ・ポイトラスがいた。テレビプロデューサーのノーマン・リアーは「ニューヨーク・タイムズ」紙に寄稿し、WNETとPBSの視聴率獲得競争が「独立系ドキュメンタリー映画製作に壊滅的な打撃を与えかねない」と非難した。リアーは、WNETが「公共の使命の中核を成すドキュメンタリー番組の格を下げると4年間で2度も脅している」と批判した。『POV』と『インディペンデント・レンズ』が扱った主題の多くは、アレックス・ギブニーの映画「パーク・アベニュー 格差社会アメリカ」におけるコーク兄弟のアメリカ政治への影響のように物議を醸しており、独立系映画製作者のグループであるインディ・コーカスは、彼らが探求した挑発的な主題が、彼らをより無名のテレビ番組スケジュールに追いやることになるのではないかと推測している。セガラーは、両番組とも10年以上放送されてきたのに、WNETに検閲の意図があったと示唆するのは「ばかげている」と述べた。「長年の歴史におけるたった一度の論争の瞬間が陰謀を意味するわけではない」と断言した。2015年4月、WNETは容認し、両方の番組を元の枠に戻した。

### 不正確さと不適切な影響
2015年6月、ソニー・ピクチャーズのハッカーがハッキングされた電子メールを通じて、このドラマの登場人物であるベン・アフレックが、親戚が奴隷を所有していることに関する内容を番組から削除するようロビー活動していたことが明らかになり、メディアの激しい反発によりWNETは『ファインディング・ユア・ルーツ』の第3シーズンの放送を延期せざるを得なくなった。これらの編集はPBSの倫理基準に違反しており、WNETと番組のプロデューサーはメディアから強い批判を受けた。PBSは声明を発表し、「シリーズの共同プロデューサーは、不適切な影響から制作・編集のプロセスを保護せず、アフレック氏が番組内容に影響を与えようとしたことをPBSやWNETに通知しなかったことでPBSの基準に違反した」と述べた。声明では、当該エピソードは配信中止となり、番組は「事実の正確性を確認するために、独立した系図学者を雇用する」と約束した。番組の打ち切り後、「アドウィーク」誌は「この論争によって番組の誠実さが疑問視されていることを放送局は明らかに理解している。たとえ番組プロデューサーらが要求を受け入れる決断をした理由を理解していたとしても、PBSとそのドキュメンタリーに含まれる内容の真実性は、この違反がいかに重大であったかを伝える断固たる行動を要求している」とコメントした。2016年1月に同シリーズの放送が再開された。

## 技術情報

### サブチャンネル
放送局の信号は多重化されている。

| ライセンス | チャンネル | 解像度 | アスペクト比 | ショートネーム | 番組                         |
| ---------- | ---------- | ------ | ------------ | -------------- | ---------------------------- |
| WNET       | 13.1       | 1080i  | 16:9         | WNET-HD        | PBS                          |
| WNET       | 13.2       | 480i   | 16:9         | KIDS           | PBS Kids                     |
| WNET       | 21.1       | 1080i  | 16:9         | WLIW-HD        | PBS（WLIW）                  |
| WNET       | 21.3       | 480i   | 16:9         | World          | ワールド・チャンネル（WLIW） |
| WNDT-CD    | 14.1       | 480i   | 16:9         | WNDT-CD        | FNX                          |